# Siêu lạm phát ở Cộng hòa Weimar

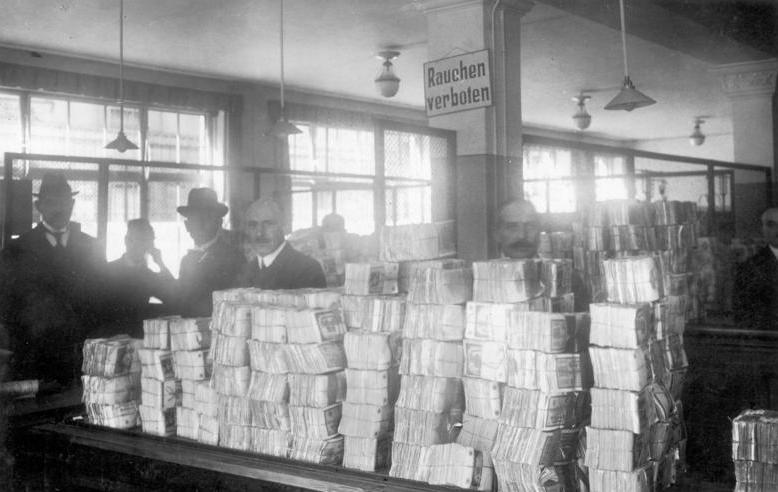
Điểm giao dịch tại ngân hàng trung ương (Berlin), tháng 10 năm 1923

Siêu lạm phát tại Cộng hòa Weimar (1914-1923) nằm trong số những vụ siêu lạm phát tồi tệ nhất trong lịch sử, gây ra sự mất giá trị đồng tiền ở các quốc gia công nghiệp lớn. Kết thúc cuộc chiến tranh 1918 hơn một nửa giá trị của thị trường bị mất đi. Nguyên nhân dẫn đến cuộc lạm phát phi mã là do việc in một lượng tiền khổng lồ trong những năm đầu của Cộng hòa Weimar, nhằm mục tiêu trả nợ chiến tranh.

## Sách tham khảo
- Balderston, prepared for the Economic History Society by Theo (2002). Economics and politics in the Weimar Republic (ấn bản thứ 1). Cambridge [u.a.]: Cambridge Univ. Press. ISBN 0-521-77760-7.
- Costantino Bresciani-Turroni, The Economics of Inflation (English transl.), Northampton, England: Augustus Kelly Publishers, 1937, on the German 1919-1923 inflation.
- Evans, Richard J. (2003). The Coming of the Third Reich. Penguin Press. ISBN 978-0141009759. {{Chú thích sách}}: Đã bỏ qua tham số không rõ |city= (gợi ý |location=) (trợ giúp)
- Feldman, Gerald D. (1996). The great disorder politics, economics, and society in the German inflation, 1914 - 1924 . New York, NY [u.a.]: Oxford Univ. Press. ISBN 0-19-510114-6.
- Fergusson, Adam (2010). When money dies: the nightmare of deficit spending, devaluation, and hyperinflation in Weimar Germany . New York: PublicAffairs. ISBN 1-58648-994-1.
- Fischer, Wolfgang Chr., biên tập (2010). German Hyperinflation 1922/23: A Law and Economics Approach. Eul-Verlag Köln. ISBN 978-3-89936-931-1.
- Friedrich, Carl Joachim (tháng 6 năm 1928). "The Issue of Judicial Review in Germany". Political Science Quarterly. Quyển 43 số 2. JSTOR 2143300.
- When Money Buys Little - Jerry Jensen Study of the 1923 German postage stamps
- Karsten Laursen and Jorgen Pedersen, The German Inflation, North-Holland Publishing Co., Amsterdam, 1964.
- Marks, Sally (tháng 9 năm 1978). "The Myths of Reparations". Central European History. Quyển 11 số 3. Cambridge University Press. tr. 231–255. doi:10.1017/s0008938900018707. JSTOR 4545835.
- Marks, Sally (2003). The Illusion of Peace. New York: Palgrave Macmillan.
- Parsson, Jens O. (1974). Dying of Money: Lessons of the Great German and American Inflations. Boston: Wellspring Press.
- Shapiro, Max (1980). The penniless billionaires. New York: Times Books. ISBN 0-8129-0923-2.
- Widdig, Bernd (2001). Culture and inflation in Weimar Germany . Berkeley: University of California Press. ISBN 0-520-22290-3.